# Laura Facchi
Laura Facchi (Milano, 1971) è una scrittrice italiana.

## Biografia
Nata a Milano nel 1971, dopo aver lavorato come reporter free lance, ha partecipato nel 2002 alla XV edizione del Premio Italo Calvino con il romanzo Il megafono di Dio giungendo prima classificata.
Il libro, pubblicato l'anno successivo e ambientato nell'Albania del secondo dopoguerra, ha ottenuto anche il Premio del Giovedì Marisa Rusconi.
In seguito ha pubblicato il romanzo Dietro il tuo silenzio, vincitore del Premio Domenico Rea nel 2007 e, a distanza di dieci anni, il fantascientifico Il giglio d'oro.

## Opere
- Il megafono di Dio, Milano, Baldini & Castoldi, 2003 ISBN 88-8490-305-X
- Dietro il tuo silenzio, Milano, Mondadori, 2007 ISBN 978-88-04-55708-1
- Il giglio d'oro, Milano, DeA Planeta Libri, 2017 ISBN 978-88-511-5215-4